# Hora de Brilhar
Hora de Brilhar é um filme brasileiro de 2022, do gênero comédia romântica. Dirigido por Mauricio Eça e estrelado por Sophia Valverde, o filme foi distribuído pela Disney através do serviço de streaming Disney+ em 29 de julho de 2022 e dá sequência ao filme A Garota Invisível, de 2020.

## Sinopse
Ariana (Sophia Valverde) sonha em ser cantora. Seu namorado decide inscrevê-los no concurso cultural da escola para apresentarem um show musical. Além dos medos e inseguranças, ela precisará encarar uma rival (Mharessa), que fará de tudo para atrapalhar a apresentação deles.

## Elenco
- Sophia Valverde como Ariana[2]
- Matheus Ueta como Téo
- Mharessa como Diana
- Duda Pimenta como Gabi
- Guilherme Brumatti como Khaleb
- Kaik Pereira como Edu
- Bia Jordão como Paty
- Bianca Paiva como Jade
- Marcelo Várzea como Professor Chicão